# Under the Influence (álbum de Status Quo)
Under the Influence es el vigésimo tercer álbum de estudio de la banda británica de rock Status Quo, publicado en 1999 por Eagle Records. Es el último trabajo de la agrupación que cuenta con canciones escritas por Francis Rossi con la ayuda de Bernie Frost, ya que desde el siguiente año volvió a coescribir con Bob Young, después de más de diez años.
A los pocos días de su publicación alcanzó el puesto 26 de los UK Albums Chart. Mientras que para promocionarlo se lanzaron tres canciones como sencillos; «The Way It Goes», «Little White Lies» y «Twenty Wild Horses», que ingresaron en el conteo inglés en los puestos 39, 47, y 53 respectivamente.
En 2011 se remasterizó con cinco pistas adicionales, de las que destacó una versión regrabada de «Pictures of Matchstick Men» realizada en 1999 y una versión en vivo de «Twenty Wild Horses», grabada en Antwerp, Bélgica.

## Lista de canciones
| N.º | Título                                 | Escritor(es)                 | Duración |  |
| 1.  | «Twenty Wild Horses»                   | Rossi, Frost                 | 5:00     |  |
| 2.  | «Under the Influence»                  | Rossi, Frost                 | 4:03     |  |
| 3.  | «Round and Round»                      | Bown, Edwards                | 3:25     |  |
| 4.  | «Shine On»                             | Parfitt, Edwards             | 4:49     |  |
| 5.  | «Little White Lies»                    | Parfitt                      | 4:20     |  |
| 6.  | «Keep 'Em Coming»                      | Bown                         | 3:26     |  |
| 7.  | «Little Me and You»                    | Bown                         | 3:49     |  |
| 8.  | «Making Waves»                         | Rossi, Frost                 | 3:56     |  |
| 9.  | «Blessed are the Meek»                 | Rossi, Frost                 | 4:19     |  |
| 10. | «Roll the Dice»                        | Rossi, Frost                 | 4:05     |  |
| 11. | «Not Fade Away» (cover de Buddy Holly) | Norman Petty, Charles Hardin | 3:09     |  |
| 12. | «The Way It Goes»                      | Rossi, Frost                 | 4:02     |  |

| Pistas adicionales en remasterización de 2011 |                                                    |              |          |  |
| N.º                                           | Título                                             | Escritor(es) | Duración |  |
| 13.                                           | «Sea Cruise»                                       | Huey Smith   | 3:11     |  |
| 14.                                           | «Pictures of Matchstick Men» (regrabación de 1999) | Rossi        | 3:25     |  |
| 15.                                           | «Twenty Wild Horses» (en vivo)                     | Rossi, Frost |          |  |
| 16.                                           | «I Knew the Bride»                                 | Nick Lowe    | 3:22     |  |

## Músicos
- Francis Rossi: voz y guitarra líder
- Rick Parfitt: voz y guitarra rítmica
- John Edwards: bajo
- Jeff Rich: batería
- Andy Bown: teclados